# Федерація європейських мікробіологічних товариств
Федера́ція європе́йських мікробіологі́чних товари́ств (Federation of European Microbiological Societies або ж FEMS) — міжнародна наукова організація, створена об'єднанням ряду національних організацій; зараз існує 54 члени з 38 європейських країн, постійні та тимчасові. Члени організації можуть подавати заявки на стипендії, гранти та / або підтримку під час організації з'їздів. FEMS сприяє обміну науковими знаннями в Європі та світі, видаючи п'ять наукових журналів з мікробіології та організовуючи міжнародний мікробіологічний конгрес кожні два роки. FEMS також ініціювала створення Європейської академії мікробіології (EAM).
Із 1977, FEMS є спонсором наукового журналу FEMS Microbiology Letters, а в подальшому - ще 4 журналів: 
- FEMS Microbiology Letters
- FEMS Microbiology Reviews
- Pathogens and Disease журнал, що передував FEMS Immunology and Medical Microbiology
- FEMS Microbiology Ecology
- FEMS Yeast Research

Спочатку вони публікувалися Elsevier, потім Wiley-Blackwell, а наразі Oxford University Press.